# Crotaphopeltis hotamboeia
Crotaphopeltis hotamboeia  (лат.) — вид змей семейства ужеобразных (Colubridae).
Вид широко распространён в Африке к югу от Сахары. Населяет болотные участки в финбоше, влажные саванны и равнинные леса.
Змея имеет тело серой окраски с коричневыми, оливковыми и чёрными поперечными полосами. У молодых особей эти полосы окантованы белыми пятнами. По бокам головы расположены чёрные, тёмно-синие или тёмно-фиолетовые пятна. Брюхо белого, кремового или светло-коричневого цвета. На верхней губе змеи имеется ярко-оранжевый или красный след. Голова темнее, чем спина и брюхо. Длина тела в среднем до 45 см.
Это медленная змея проявляет агрессию, если её беспокоить. Укус для человека не опасен.
Змеи питаются в основном жабами и лягушками.
Яйцекладущая змея. В кладке от 6 до 16 яиц. Детёныши длиной 13—18 см появляются через 60 дней.